# Caltoris plebeia
Caltoris plebeia is een vlinder uit de familie van de dikkopjes (Hesperiidae). De wetenschappelijke naam van de soort is voor het eerst geldig gepubliceerd in 1887 door Lionel de Nicéville.